# Antonio Piccolo
Antonio Piccolo (Napoli, 7 aprile 1988) è un allenatore di calcio ed ex calciatore italiano, di ruolo attaccante, vice allenatore del Latina.

## Caratteristiche tecniche
Attaccante mancino dotato di una buona tecnica individuale, possiede una buona abilità nel dribbling e grazie alla sua duttilità, può giocare sia da trequartista che da ala o come seconda punta.

## Carriera

### Giocatore

#### Club
Piccolo cresce nelle giovanili della Salernitana, prima di passare al Piacenza nel 2005, dopo il fallimento della squadra campana. Fa il suo debutto in assoluto tra i professionisti l'8 aprile subentrando nel recupero del secondo tempo a Daniele Degano nella vittoria casalinga per 3-1 contro il Brescia, venendo poi schierato da titolare nelle ultime tre giornate del campionato.
Nelle due stagioni successive totalizza una presenza ciascuna prima di essere ceduto in prestito al Foggia nella stagione 2008-2009, dove gioca 24 partite nel campionato di Lega Pro Prima Divisione segnando 2 reti.
Ritornato al Piacenza nella stagione 2009-2010 gioca 8 partite a causa di un duplice infortunio al ginocchio. Al contrario nella stagione successiva riesce a ritagliarsi uno spazio, totalizzando 27 presenze in campionato più 2 nei play-out e realizzando 5 reti come alternativa a Mattia Graffiedi e Simone Guerra; realizza il suo primo gol con la maglia biancorossa nella vittoria per 1-0 in casa del Crotone.
Dopo la retrocessione in Prima Divisione del Piacenza, si trasferisce in comproprietà al Livorno, in uno scambio che coinvolge anche Francesco Volpe e Fabrizio Di Bella.
Fa il suo debutto con la squadra toscana il 10 settembre nella vittoria per 2-0 in casa del Varese. Il 9 ottobre segna il suo primo gol con la nuova maglia nella partita vinta per 4-0 in casa dell'AlbinoLeffe. A fine stagione, a seguito del fallimento del Piacenza, anche la seconda metà del cartellino di Piccolo diventa di proprietà del Livorno.
Nel gennaio 2013, dopo aver totalizzato 8 presenze in campionato con i labronici, passa in prestito alla Virtus Lanciano, sempre tra i cadetti. Fa il suo debutto con i rossoneri abruzzesi il 26 gennaio successivo nella vittoria per 2-1 in casa del Varese. Segna la sua prima con i rossoneri la settimana successiva nella partita pareggiata per 1-1 in casa dell'Ascoli. Chiude la stagione con 7 reti in 19 presenze con la maglia degli abruzzesi, e il 19 giugno 2013 viene ufficializzato il riscatto della metà del cartellino del giocatore da parte della Virtus Lanciano. Chiude la stagione 2013-2014, nella quale il Lanciano sfiora l'accesso ai play-off per la promozione in Serie A, con 2 gol in 35 presenze. Resta a Lanciano anche l'anno successivo nel quale mette a segno 8 reti, suo massimo in cadetteria, in 34 partite.
Il 5 gennaio 2016, dopo un totale di 109 presenze e 25 reti con il Lanciano, si trasferisce a titolo definitivo allo Spezia. Fa il suo debutto con gli spezzini il primo febbraio successivo nella vittoria per 3-1 contro la Salernitana. Segna la prima rete con la nuova maglia il 27 febbraio nella vittoria per 2-1 sul campo della Ternana. Chiude l'annata con 19 presenze e 2 reti in campionato (più 8 reti in 18 presenze nella prima parte di stagione al Lanciano) più 3 presenze nei play-off nei quali lo Spezia viene eliminato in semifinale dal Trapani. Resta in Liguria anche la stagione successiva nella quale segna 3 reti in 30 presenze di campionato ed una rete in 3 presenze in coppa Italia.
Il 31 agosto 2017 i bianconeri ufficializzano la sua cessione a titolo definitivo alla Cremonese, quattro giorni più tardi, il 3 settembre, fa il suo debutto con i grigiorossi nella vittoria per 3-1 sull'Avellino. L'8 ottobre segna su rigore la prima rete con i lombardi nella partita pareggiata 3-3 contro la Ternana. Termina la sua stagione in grigiorosso con 6 reti in 29 presenze. Rimasto alla Cremonese anche l'anno successivo, il 26 dicembre 2018, nella sconfitta per 3-2 sul campo del Brescia, sigla la sua prima doppietta con la Cremonese. Chiude la sua seconda stagione a Cremona con 6 reti in 25 presenze in campionato. Nella terza stagione in grigiorosso, condizionata da alcuni infortuni, totalizza 3 reti in 15 presenze di campionato. Il 3 ottobre 2020 viene annunciata la rescissione consensuale del contratto che legava Piccolo alla Cremonese.
Il 9 ottobre seguente viene annunciato il passaggio di Piccolo al Catania, squadra militante in Serie C, con cui firma un contratto biennale. Fa il suo debutto con i siciliani il 13 dicembre nella partita vinta per 2-1 in casa della Viterbese. Segna la sua prima rete con i catanesi il 10 gennaio 2021 nella partita persa per 3-2 sul campo della Casertana. Conclude la sua prima stagione in Sicilia, condizionata da ripetuti problemi di natura muscolare, con un 2 reti e 2 assist in 12 presenze complessive (11 in campionato e una nei play-off). Il 9 aprile 2022, dopo 12 presenze con una rete in campionato e 2 presenze in Coppa Italia Serie C, rimane svincolato a seguito dell'esclusione del Catania dal campionato in corso.

#### Nazionale
Piccolo vanta 4 presenze ed un gol con la nazionale italiana Under-15, 10 presenze e quattro gol con l'Under-16, tre presenze con l'Under-17 e due con l'Under-19.

### Allenatore
Dal luglio 2022 frequenta il corso federale per allenatori licenza C e D.
Ritiratosi definitivamente dal calcio giocato a 34 anni, nel gennaio 2023 entra nello staff tecnico della Cavese, squadra militante in Serie D.
Il 17 giugno 2024 viene nominato vice di Alessandro Bruno, nuovo tecnico dell'Arzignano Valchiampo, squadra militante in Serie C. Quattro mesi dopo, il 14 ottobre 2024, viene esonerato insieme al tecnico.
Il 7 aprile 2025 segue Bruno sulla panchina del Latina, sempre con il ruolo di vice.

## Statistiche

### Presenze e reti nei club
| Stagione               | Squadra                | Campionato             | Campionato | Campionato | Coppe nazionali | Coppe nazionali | Coppe nazionali | Coppe continentali | Coppe continentali | Coppe continentali | Altre coppe | Altre coppe | Altre coppe | Totale | Totale |
| Stagione               | Squadra                | Comp                   | Pres       | Reti       | Comp            | Pres            | Reti            | Comp               | Pres               | Reti               | Comp        | Pres        | Reti        | Pres   | Reti   |
| ---------------------- | ---------------------- | ---------------------- | ---------- | ---------- | --------------- | --------------- | --------------- | ------------------ | ------------------ | ------------------ | ----------- | ----------- | ----------- | ------ | ------ |
| 2005-2006              | Piacenza               | B                      | 4          | 0          | CI              | 0               | 0               | -                  | -                  | -                  | -           | -           | -           | 4      | 0      |
| 2006-2007              | Piacenza               | B                      | 1          | 0          | CI              | 0               | 0               | -                  | -                  | -                  | -           | -           | -           | 1      | 0      |
| 2007-2008              | Piacenza               | B                      | 1          | 0          | CI              | 0               | 0               | -                  | -                  | -                  | -           | -           | -           | 1      | 0      |
| 2008-2009              | Foggia                 | 1D                     | 24         | 2          | CI+CI LP        | 0+4             | 3               | -                  | -                  | -                  | -           | -           | -           | 28     | 5      |
| 2009-2010              | Piacenza               | B                      | 8          | 0          | CI              | 1               | 0               | -                  | -                  | -                  | -           | -           | -           | 9      | 0      |
| 2010-2011              | Piacenza               | B                      | 27+2       | 5          | CI              | 1               | 0               | -                  | -                  | -                  | -           | -           | -           | 30     | 5      |
| Totale Piacenza        | Totale Piacenza        | Totale Piacenza        | 41+2       | 5          |                 | 2               | 0               |                    | -                  | -                  |             | -           | -           | 45     | 5      |
| 2011-2012              | Livorno                | B                      | 18         | 2          | CI              | 0               | 0               | -                  | -                  | -                  | -           | -           | -           | 18     | 2      |
| 2012-gen. 2013         | Livorno                | B                      | 8          | 0          | CI              | 1               | 0               | -                  | -                  | -                  | -           | -           | -           | 9      | 0      |
| Totale Livorno         | Totale Livorno         | Totale Livorno         | 26         | 2          |                 | 1               | 0               |                    | -                  | -                  |             | -           | -           | 27     | 2      |
| gen.-giu. 2013         | Lanciano               | B                      | 19         | 7          | CI              | -               | -               | -                  | -                  | -                  | -           | -           | -           | 19     | 7      |
| 2013-2014              | Lanciano               | B                      | 35         | 2          | CI              | 1               | 0               | -                  | -                  | -                  | -           | -           | -           | 36     | 2      |
| 2014-2015              | Lanciano               | B                      | 34         | 8          | CI              | 2               | 0               | -                  | -                  | -                  | -           | -           | -           | 36     | 8      |
| 2015-gen. 2016         | Lanciano               | B                      | 18         | 8          | CI              | 0               | 0               | -                  | -                  | -                  | -           | -           | -           | 18     | 8      |
| Totale Virtus Lanciano | Totale Virtus Lanciano | Totale Virtus Lanciano | 106        | 25         |                 | 3               | 0               |                    | -                  | -                  |             | -           | -           | 109    | 25     |
| gen.-giu. 2016         | Spezia                 | B                      | 19+3       | 2          | CI              | 0               | 0               | -                  | -                  | -                  | -           | -           | -           | 22     | 2      |
| 2016-2017              | Spezia                 | B                      | 30         | 3          | CI              | 3               | 1               | -                  | -                  | -                  | -           | -           | -           | 33     | 4      |
| ago. 2017              | Spezia                 | B                      | 1          | 0          | CI              | 2               | 0               | -                  | -                  | -                  | -           | -           | -           | 3      | 0      |
| Totale Spezia          | Totale Spezia          | Totale Spezia          | 50+3       | 5          |                 | 5               | 1               |                    | -                  | -                  |             | -           | -           | 58     | 6      |
| ago. 2017-2018         | Cremonese              | B                      | 29         | 6          | CI              | -               | -               | -                  | -                  | -                  | -           | -           | -           | 29     | 6      |
| 2018-2019              | Cremonese              | B                      | 25         | 6          | CI              | 0               | 0               | -                  | -                  | -                  | -           | -           | -           | 25     | 6      |
| 2019-2020              | Cremonese              | B                      | 15         | 3          | CI              | 0               | 0               | -                  | -                  | -                  | -           | -           | -           | 14     | 3      |
| Totale Cremonese       | Totale Cremonese       | Totale Cremonese       | 69         | 15         |                 | 0               | 0               |                    | -                  | -                  |             | -           | -           | 69     | 15     |
| 2020-2021              | Catania                | C                      | 11+1       | 2          | CI              | -               | -               | -                  | -                  | -                  | -           | -           | -           | 12     | 2      |
| 2021-apr. 2022         | Catania                | C                      | 12         | 1          | CI-C            | 2               | 0               | -                  | -                  | -                  | -           | -           | -           | 14     | 1      |
| Totale Catania         | Totale Catania         | Totale Catania         | 23+1       | 3          |                 | 2               | 0               |                    | -                  | -                  |             | -           | -           | 26     | 3      |
| Totale carriera        | Totale carriera        | Totale carriera        | 340+6      | 56         |                 | 17              | 4               |                    | -                  | -                  |             | -           | -           | 362    | 60     |